# Hercuniates
Les Hercuniates étaient un peuple celte de l’actuelle Hongrie. Leur territoire était localisé dans le sud-ouest, en Transdanubie méridionale.

## Protohistoire
Les Hercuniates ne nous sont connus que par une mention de Pline l’Ancien, dans L'Histoire naturelle, où ils apparaissent aux côtés des Arivates, des Azales, des Amantes, des Belgites, des Catares, des Cornacates, des Eravisces, des Latoviques, des Osériates, des Varcians. L’installation des peuples celtes dans cette région remonte au IVe siècle av. J.-C.
« Là commence la Pannonie, féconde en glands ; les sommets décroissants des Alpes vont, par le milieu de l'Illyrie, du nord au midi, s'abaissant, par une douce pente, à droite et à gauche. La partie qui regarde la mer Adriatique forme la Dalmatie et l'Illyrie, de laquelle il a déjà été parlé. La Pannonie s'étend vers le nord, où elle a pour limite le Danube. Elle renferme les colonies Aemona et Siscia ; des rivières renommées et navigables se jettent dans le Danube : la Drave, qui arrive de la Noricie avec impétuosité ; la Save, qui descend plus tranquillement des Alpes Carniennes, à 120 000 pas l'une de l'autre : la Drave, traversant les Serrètes, les Serrapilles, les Iases, les Andizètes ; la Save, traversant les Colapians et les Breuques. 

Ce sont là les peuples principaux ; on y trouve en outre les Arivates, les Azales, les Amantes, les Belgites, les Catares, les Cornacates, les Eravisces, les Hercuniates, les Latoviques, les Osériates, les Varcians ; le mont Claudius, au-devant les Scordisques, en arrière les Taurisques, dans la Save l'île Métubarris, la plus grande des îles fluviales ; de plus, d'autres rivières dignes d'être citées : le Colapis, qui se jette dans la Save auprès de Siscia, et qui, par un double lit, y forme l'île appelée Segestica ; le Bacuntius, qui se jette aussi dans la Save à Sirmium, au territoire des Sirmiens et des Amantins ; de là, à 45 000 pas, Taurunum, où la Save se joint au Danube, au-dessus de ce confluent ceux du Valdasus et de l'Urpanus, rivières qui, elles-mêmes, ne sont pas sans quelque renom. »
— Pline l’Ancien, Histoire naturelle, Livre III, ch. XXVIII.

## Sources
- Venceslas Kruta, Les Celtes, histoire et dictionnaire, page 663, Éditions Robert Laffont, coll. « Bouquins », Paris, 2000,  (ISBN 2-7028-6261-6).
- John Haywood (intr. Barry Cunliffe, trad. Colette Stévanovitch), Atlas historique des Celtes, éditions Autrement, Paris, 2002,  (ISBN 2-7467-0187-1).
- Consulter aussi la bibliographie sur les Celtes et la bibliographie de la mythologie celtique.

## Wikisource
- Pline l’Ancien, Histoire naturelle, Livre III